# هير ريدن
هريدن (بالألمانية: Herrieden) هي بلدة ألمانية تقع في ألمانيا في آنسباخ.